# 愛之歌 (福井舞歌曲)
《愛之歌》（アイのうた）是福井舞的出道单曲，其中收录的「愛之歌」為TBS电视剧恋空的主题歌。

## 解說
於2008年8月20日發售。作詞・作曲者為山本加津彦（#1）、Maifukui（#2）。編曲・音樂製作人為Shingo.S。
此為福井正式以歌手身分出道的作品。因被用為電視劇主題曲，在日本Oricon音樂排行榜上進榜近三個月，達成長期持續銷售的紀錄。

## CD歌曲列表
1. 愛之歌(5:00)
作词／作曲：山本加津彦
日本TBS電視电视剧《恋空》主题歌
2. My Song For You(5:10)
作词／作曲：Maifukui
3. 愛之歌(5:00)
配乐版
4. My Song For You(5:10)
配乐版